# Мюррей, Генри
Ге́нри Алекса́ндер Мюрре́й (англ. Henry Alexander Murray; 13 мая 1893, Нью-Йорк, США — 23 июня 1988, Кембридж, Массачусетс, США) — американский психолог, известный прежде всего как автор (совместно с Кристианой Драммонд Морган (англ. Christiana Morgan) Тематического апперцептивного теста (ТАТ).
Профессиональной специализацией Генри Мюррея были взаимодействие диспозиционных и ситуационных детерминант поведения, мотивация, личность, отбор персонала.

## Биография
Генри Мюррей родился 13 мая 1893 года в Нью-Йорке в зажиточной семье, где помимо него воспитывалась старшая дочь и младший сын. В 1915 году Мюррей окончил Гарвардский университет, получив степень бакалавра, а затем продолжил обучение в Колумбийском университете, где в 1919 году получил степень магистра, а в 1920 году доктора медицины. В 1927 году Мюррей защитил докторскую диссертацию по биохимии в Кембриджском университете.
Генри Мюррей занимался преподавательской деятельностью в Гарвардском университете. С 1920 по 1922 год работал врачом. С 1927 года проявляет интерес к психологии. Мюррей сотрудничает с Гарвардской психологической клиникой (англ. Harvard Psychological Clinic). Он занимается разработкой концепции человеческих потребностей: латентных (скрытых), явных (проявляемые в поступках людей), и пр. Мюррей сформулировал понятия «давление» (англ. press) и «тема» (англ. thema), которые позднее были использованы им при работе над Тематическим апперцептивным тестом.
Во время Второй мировой войны он покинул Гарвард и поступил на военную службу в Управление стратегических служб. В 1943 году Мюррей подготовил специальный доклад для УСС — «Анализ личности Адольфа Гитлера» (англ. Analysis of the Personality of Adolph Hitler). Этот доклад положил начало новому методу в психологии: составлению психологического портрета преступника (англ. Offender profiling), который широко применяется в современном правосудии, а также политике и дипломатии.
После окончания военной службы, Мюррей вернулся в Гарвардский университет в 1947 году. На базе университета он основал психологическую клинику Annex, продолжал преподавать.
Проводил опыты над молодыми студентами: студенты-первокурсники излагали ему свою жизненную философию и взгляды, после чего Мюррей приводил их в специально оборудованную комнату, привязывал за руки и ноги к стулу, подключал к электродам, и предавал студентов унижению и моральному прессингу; оскорблял их личность и взгляды; обманывал их, зачитывая им якобы «письма от их родителей», где последние писали о том «какие никчемные у них дети». Одним из участников этих опытов был Тед Качинский — вундеркинд, которому на момент вступления в Гарвард было всего 16 лет. Опыты настолько надломили психику Качинского, что впоследствии он стал известен как Унабомбер — террорист, отправляющий взрывающиеся письма и посылки. Мюррей не понёс никакой ответственности за свои эксперименты.
Был награждён премией за выдающиеся достижения в науке, присуждаемой Американской психологической ассоциацией, а также Золотой медалью за заслуги Американского психологического фонда (англ. American Psychological Foundation).
Мюррей умер в возрасте 95 лет от пневмонии.